# Scoletoma robusta
Scoletoma robusta är en ringmaskart som först beskrevs av Ehlers 1887.  Scoletoma robusta ingår i släktet Scoletoma och familjen Lumbrineridae. Inga underarter finns listade i Catalogue of Life.